# Comandament de Canàries
El Comandament de Canàries (MACAN) és un dels òrgans que integren la Força de l'Exèrcit de Terra d'Espanya. Té la seu a la ciutat de Santa Cruz de Tenerife i el seu objectiu és establir, de forma ràpida i eficaç, estructures operatives terrestres per executar d'operacions militars amb les unitats aquarterades a les Illes Canàries. Fins a la seva creació en virtut de la reorganització de l'exèrcit de 2006, va ser la Capitania General de Canàries, també Comandància General de Canàries durant certs períodes, una subdivisió històrica del territori espanyol feta a efectes militars, nomenant-se així també a la unitat militar encarregada de la defensa de les illes. Va existir com a tal des de la seva institució per Felip II d'Espanya en 1589.

## Història
A mitjan segle xvi la defensa de les islas de realengo estava a càrrec dels seus respectius governadors, i la de les illes de senyoriu, dels senyors jurisdiccionals, cadascun dels quals comptava amb les seves pròpies milícies locals.
Les incursions de pirates berberiscs i corsaris francesos que rondaven les illes a l'aguait dels navilis comercials, aventurant-se a atacar també les viles costaneres, van portar a Felip II d'Espanya a disposar en 1573 que els governadors lletrats fossin substituïts per governadors militars. L'inici de la guerra contra els anglesos en 1585 va motivar que aquests vinguessin a sumar-se als anteriors atacants.
En 1589 Felip II va reformar l'organització de la defensa de Canàries instituint la capitania general, a que el seu titular se li va conferir també la presidència de la Reial Audiència. Així, el capità general era la màxima autoritat militar, civil, governativa i judicial de les illes, equivalent al que en uns altres regnes d'Espanya es titulava virrei.
| «                              | La principal causa que m'ha mogut a instituir i establir el càrrec que porteu, ha estat la defensa i seguretat de les illes, per ser de la importància que són. | » |
| — Felip II a Luis de la Cueva. | |   |

L'acumulació de poder en la sola persona del capità general va donar lloc al fet que, durant els primers dos segles d'existència del càrrec, la institució no estigués ben considerada entre les autoritats locals ni entre la població: van ser freqüents els seus conflictes amb els cabildos, ajuntaments i oïdors de l'audiència, contra els qui es van dictar presons arbitràries, els abusos de poder («va gemegar el país sota el més dur despotisme»), els excessos de la tropa arribada de la península, les lleves entre la població, la imposició de nous impostos, les qüestions de protocol, la parcialitat en les relacions comercials, el favoritisme entre illes i les reclamacions canàries a la cort perquè abolís el càrrec, que sovint es van veure obstaculitzades.
| «                  | A la veritat, res era més terrible per a les illes, encara que amenaçades d'invasions, que aquests defensors il·lustres, que el zel i gratitud d'aquell Cavaller els agenciava. | » |
| — Viera y Clavijo. | |   |

El primer capità general va ser Luis de la Cueva y Benavides, que va arribar a Canàries amb 600 soldats. Quatre anys després Jabán Arráez va atacar Fuerteventura al capdavant d'una flotilla de pirates berberiscs, arrasant la capital i derrotant les tropes arribades des de Gran Canària; aquesta derrota i el malestar que entre la població generava l'haver de carregar amb la manutenció dels soldats va portar a Felip II a suspendre la capitania general i retornar la defensa de les illes al seu antic estat.
En 1625 Felip IV va enviar Francisco de Andía Irarrazábal y Zárate en qualitat de veedor i reformador perquè estudiés la manera d'optimitzar la defensa de les illes; de les gestions d'aquest va resultar la rehabilitació de la capitania general, que en 1629 va tornar a tenir al capdavant un titular. En absència o manca del capità general, el seu lloc ho ocupaven provisionalment els corregidorés, que també van ser capitans a guerra fins a 1767; aquest any es va instituir la figura del segon comandant i inspector general, sobre qui hauria de recaure el comandament en absència del capità general.
La divisió d'Espanya en Capitanies Generals data de 1705, quan es van ajustar als antics regnes que constituïen la Monarquia Hispànica. Es tractaven de tretze regions: Andalusia, Aragó, Burgos, Canàries, Capitania General de Castella la Vella, Catalunya, Extremadura, Galícia, Costa de Granada, Guipúscoa, Comandància Militar de Balears de Mallorca, Capitania General de Navarra i València.
En 1714 es crea la Capitania General de Castella la Nova a partir de la Comissaria General de la Gent de Guerra de Madrid.
En 1898 es va tornar a dividir el territori peninsular en set noves Regions Militars, alhora que es van constituir les Comandàncies Generals de Balears, Canàries, Ceuta i Melilla.
Pel Reial decret 912/2002 es va mantenir la seva estructura de comandament, encara que va canviar la seva denominació a la de Comandament de Canàries.

Escut de la Capitania General de Canàries (1979-1984)
Escut de la Zona Militar de Canàries (1984-2002)

## Denominació
La denominació de capità general va ser modificada diverses vegades al llarg de la història: en 1723 Lorenzo de Villavicencio va ser nomenat Comandant general de les illes, títol que posseirien els seus successors fins a 1840, en què es va recuperar la denominació anterior; entre 1931 i 1939 va tornar a anomenar-se Comandant General; entre 1989 i 2006 va rebre el nom de General Cap de la Zona Militar de Canàries. Desde el año 2006 la denominación es General Jefe del Mando de Canarias.

## Ubicació de la capitania

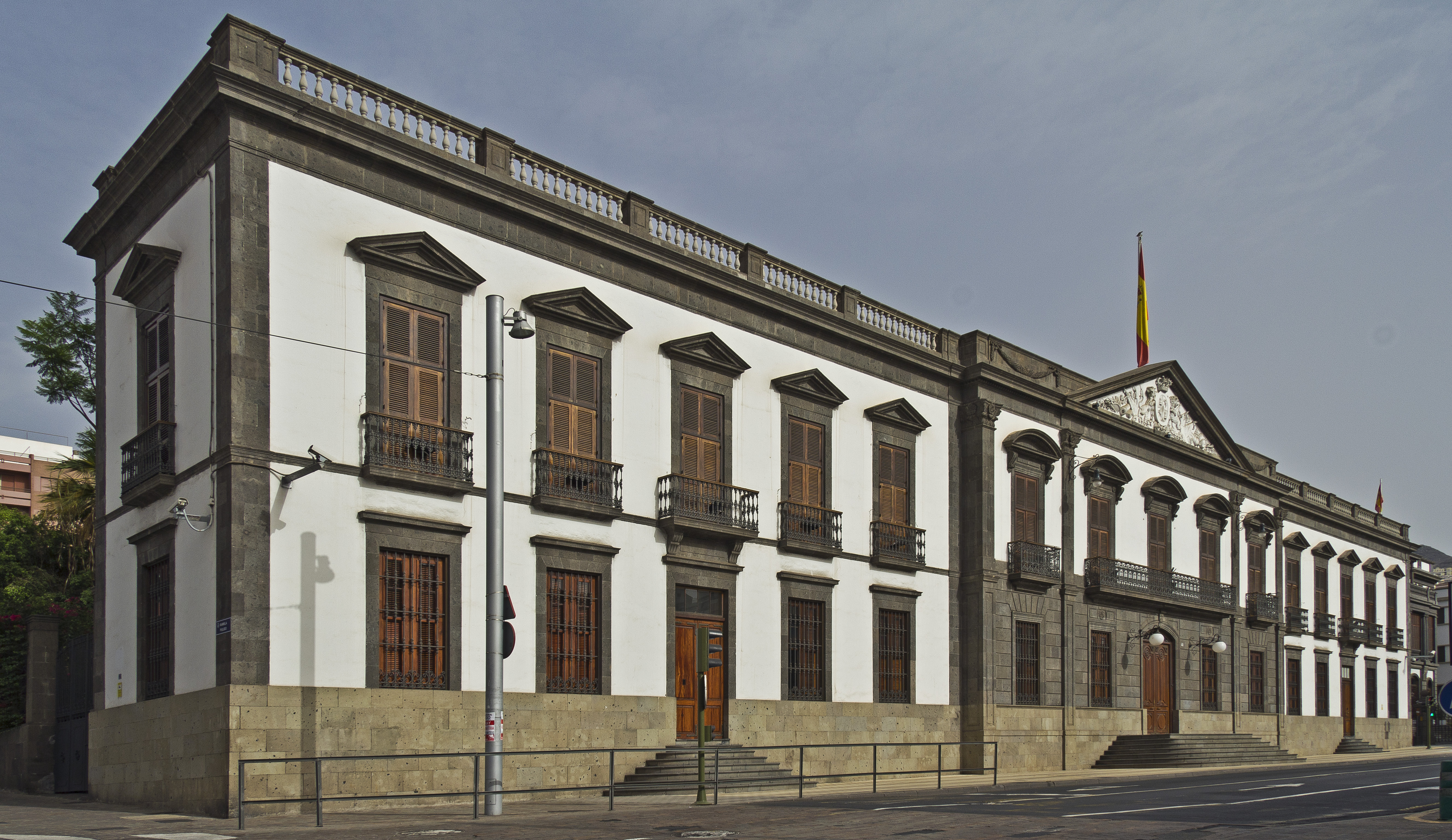
Palau de la Capitania General de Canàries a Santa Cruz de Tenerife.

En 1656 el general Alonso Dávila y Guzmán es va traslladar a Tenerife, encara que el primer a rebre autorització per triar la seva residència on considerés més convenient va ser Jerónimo de Benavente en 1661, que es va establir en la qual després seria coneguda com la Casa dels Capitans de San Cristóbal de la Laguna, construïda per Diego Alvarado Bracamonte (a qui habitualment s'esmenta com a capità general, encara que en realitat va ser només corregidor i capità a guerra de Tenerife).
En 1723 Lorenzo de Villavicencio, després de ser rebut per les autoritats locals al castell de San Cristóbal, com era costum amb tots els generals nouvinguts, va decidir quedar-s'hi, malgrat les queixes del castellà, que no va aconseguir tirar-lo fins a 1734. A partir de llavors la capitania romandria a Santa Cruz de Tenerife i en conseqüència la localitat, que aleshores era només un petit nucli proper al port i pertanyent a l'ajuntament de la Laguna, va començar el seu desenvolupament econòmic i urbanístic.
En 1740 José Emparán va fixar la seva residència en el número 13 del carrer de la Marina; en 1791 Antonio Gutiérrez es va instal·lar al carrer San José cantonada a San Francisco; en 1808 Carlos O'Donnell ho va fer a la Casa Foronda, actual plaça de la Pila; els següents van tornar al carrer de la Marina.
En 1852 es va autoritzar la construcció d'un nou edifici que servís com a seu de la capitania en la plaça del Príncipe a Santa Cruz de Tenerife, però després de la realització del projecte aquest va rebre la negativa de la superioritat militar, per la qual cosa a l'any següent es va traslladar al Palau de Carta, en la plaça de la Candelaria. La ubicació definitiva de la seu es va fixar en 1881, quan Valerià Weyler i Nicolau es va establir al Palau de Capitania de la plaça Weyler, les obres de la qual havia ordenat iniciar ell mateix dos anys abans sobre un projecte de l'enginyer militar Tomás Clavijo y Castillo-Olivares.

## Forces
- Agrupació de Suport Logístic n. 81, desplegada en la Comunitat Autònoma de Canàries, repartida en diversos Aquarteraments

En la província de Santa Cruz de Tenerife
- Batalló d'Helicòpters de Maniobra VI, situat a l' Aquarterament Los Rodeos al costat de l'Aeroport de Tenerife Nord als afores de San Cristóbal de la Laguna.
- Brigada "Canarias" XVI.
  -  Regiment d'Infanteria "Tenerife" n. 49 a l Aquartarament Hoya Fría, en el límit sud-oest de la ciutat de Santa Cruz de Tenerife.
  -  Regiment d'Artilleria de Campaña n. 93, a l' Aquarterament Los Rodeos al costat de l'Aeroport de Tenerife Nord als afores de San Cristóbal de la Laguna.

En la província de Las Palmas
- Regiment d'Artilleria Antiaèria 94, a la ciutat de Las Palmas de Gran Canària, al barri de La Isleta, dins de la Base General Alemany Ramírez.
- Caserna General de la Brigada d'Infanteria "Canarias" XVI a la Base General Alemán Ramírez.
  -  Regiment d'Infanteria «Soria» n.º 9 en aquarterament Puerto del Rosario a la ciutat de Puerto del Rosario, Fuerteventura.
  -  Batalló de Sapadors XVI, se situa a la Base General Alemán Ramírez.
  -  Regiment d'Infanteria "Canarias" n. 50 a la Base General Alemán Ramírez.
  -  Companyia de Transmissions 16, se situa a la Base General Alemán Ramírez.
  -  Batalló de la Caserna General de la Brigada, se situa a la Base General Alemán Ramírez.
  -  Grup Logístic XVI a la Base General Alemán Ramírez.
  - Unitat de Suport a la Projecció ''Marqués de Herrera'' està situada a l'illa de Lanzarote. El seu aquarterament és el Aquarterament Marqués de Herrera, situat a la ciutat d'Arrecife.
- Grup de Cavalleria Lleuger Cuirassat «Milán» XVI a la Base General Almirante a Marines fins al seu trasllat a Canàries.